# Кодонян
Кодонян (на френски: Codognan) е селище в южна Франция, част от департамента Гар в регион Лангедок-Русийон. Населението му е 2425 души (по данни от 1 януари 2016 г.).
Кодонян е предградие на разположеното непосредствено северно от него градче Вержез. Намира се на 15 km югозападно от град Ним, в близост до Европейски път E15. Първото споменаване на селището е от 1094 година. Населението му нараства почти четири пъти след Втората световна война, главно за сметка на заселването на имигранти от Италия и Испания и преселници от южните части на Централния масив.